# Julian Woronowski
Julian Woronowski (ur. 5 maja 1936 w Humniskach, zm. 28 lutego 2013 we Lwowie) – duchowny greckokatolicki, w latach 1991–1994 biskup pomocniczy archieparchii lwowskiej i tytularny biskup Deultum. W latach 1994–2011 biskup eparchialny samborsko-drohobycki. Zastąpił go Jarosław Pryriz.